# Mokra mucha
Mokra mucha – jeden z rodzajów sztucznej przynęty używanej do amatorskiego połowu ryb metodą muchową. Przeważnie przynęta wykonywana jest na haku o jednym lub dwóch ostrzach, do wykonania takiej muchy możemy użyć różnego rodzaju piór, korków, nici. Wyróżniamy różne rodzaje tych przynęt np. Red Tag, Balck Zulu, March Brown, Grey Dun i wiele innych.